# Via Roma (Marino)
(Iscrizione collocata sul fornice di Porta Romana, oggi all'angolo tra via Roma e viale Massimo D'Azeglio.)

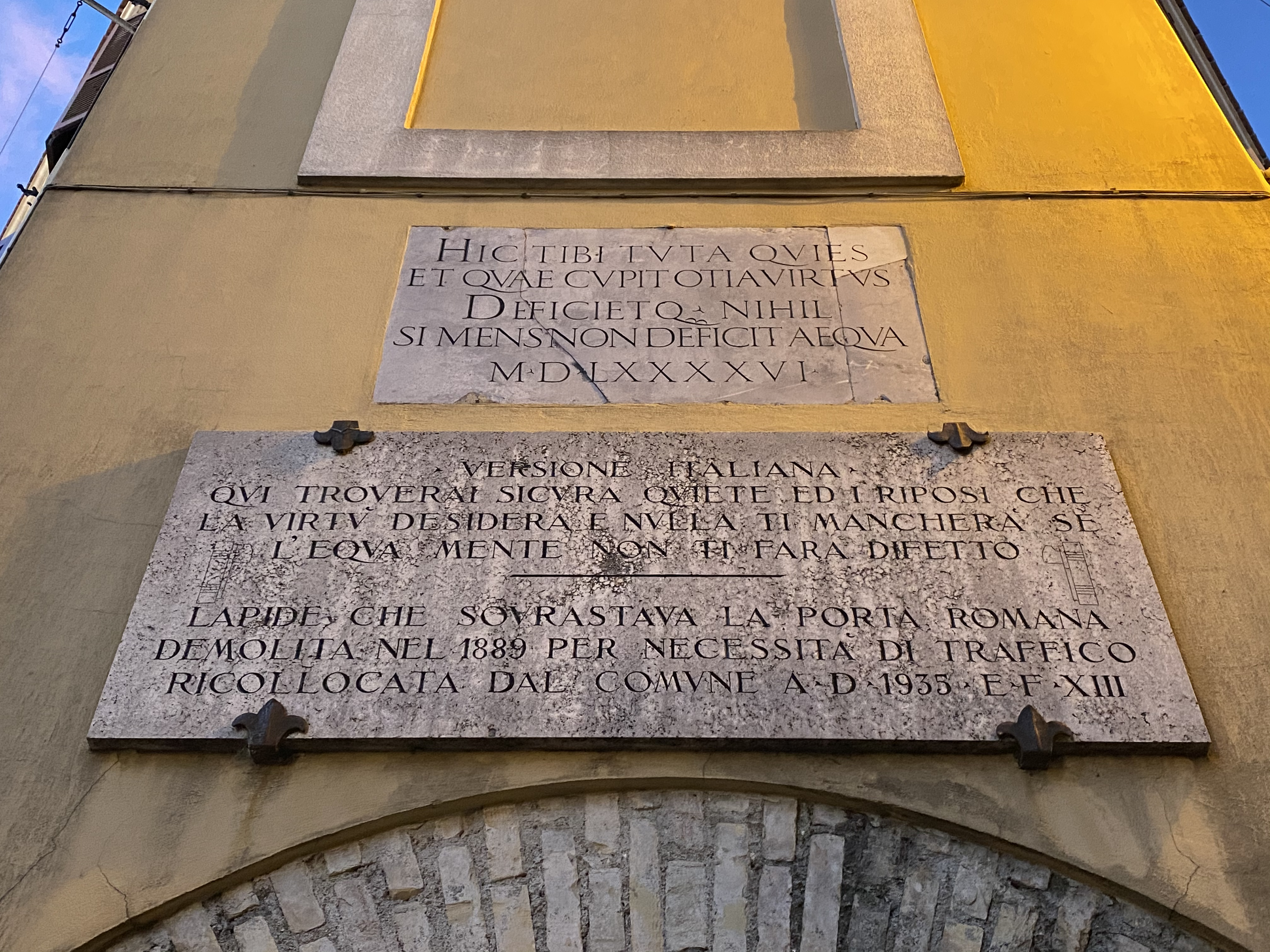
L'iscrizione originariamente collocata sulla Porta Romana.

Via Roma è un'importante arteria stradale del centro storico della città di Marino, in provincia di Roma, nell'area dei Castelli Romani.
Via Roma in realtà assunse questa denominazione solo in ottemperanza alla disposizione voluta da Benito Mussolini nel 1931 che imponeva la denominazione di una "strada non secondaria" al nome della città di Roma: in origine, infatti, si chiamava Strada Nuova. 
La realizzazione della Strada Nuova venne concepita in un più vasto piano di riqualificazione urbanistica di Marino portato avanti dai Colonna, feudatari del luogo, nel corso del XVI e XVII secolo. L'attuale via Roma, la cui messa in opera si fa risalire agli anni attorno al 1530, rappresentò forse la punta di diamante di questo progetto: venne infatti concepita come un lungo rettifilo diretto verso Roma, che attraversando i Giardini Colonna giungesse fino alla scalea monumentale di Palazzo Colonna. Nella costruzione delle nuove strada all'interno della cerchia delle mura medioevali, venne sventrato l'antico quartiere alto-medioevale del rione Castelletto, separandolo da un'altra zona di urbanizzazione medioevale, il rione Coste. 
Nel tratto fuori le mura della Strada Nuova prima la via, che era il principale accesso a Marino per chi veniva da Roma, nonché la via postale privilegiata per Napoli fino alla risistemazione della via Appia nel 1789, lambiva la seicentesca Villa Colonna di Bevilacqua, oggi conosciuta come Villa Colizza, attraversava la piazza del Mercato oggi piazza Giuseppe Garibaldi, e poi attraversava con un viadotto i Giardini Colonna. Oggi questa parte della strada prende le denominazioni di via Costa Batocchi e poi di via Cesare Colizza, prima di diventare Strada Provinciale 73/a Via Castrimeniense o via Romana. 
Quindi, la strada entrava nelle mura cittadine attraverso Porta Romana, un ingresso monumentale realizzato nel 1596 e distrutto solo nel 1908 per esigenze di traffico. Nel 1932 il Comune ricollocò all'angolo tra via Roma e via Massimo D'Azeglio la lapide latina che era posta sulla sommità della porta. Accanto alla porta era, ed è la venerata effigie della Madonna de 'u Sassu. 
Fino al XIX secolo, all'inizio di via Roma era dislocato il piccolo ospedale cittadino, più simile ad un ostello per forestieri che a una struttura sanitaria in senso moderno: una lapide latina posta su un anonimo portone ricorda l'antico edificio e un donativo fatto da due fratelli privati alla struttura caritatevole.